# النبهانية
النبهانية هي مدينة سعودية والمركز الإداري لمحافظة النبهانية التابعة لمنطقة القصيم.

## التسمية
قيل سميت النبهانية بهذا الاسم نسبة إلى نبهان بن عمرو وهو أبو حيٍّ من طيئِ، ذلك بأن الإخباريين الأقدمين ذكروا أن المنطقة التي تقع فيها النبهانية كانت لطيءٍ فأجلتهم عنها بنو أسد ثم بعد ذلك أصبحت بنو أسد حليفة لطيء وأصبح يقال للقبيلتين (الحليفين) عندما ظهور الإسلام. ذكر أبو عبد الله الحموي موقع بنفس الاسم حيث يقول: «نَبْهانِيّةُ: بالفتح ثم السكون، وبعد النون ياء النسبة: قرية ضخمة لبني والبة من بني أسد.» قال عنها لغدة الأصبهاني: النبهانية، قرية ضخمة، أهلها بنو والبة.
و قال ابن بسام «أرجح أن قرية النبهانية بقرب القصيم سميت باسم آل نبهان من آل كثير فهي طريقهم من جبلي طيء إلى وسط نجد».